# Історія освоєння мінеральних ресурсів Польщі

Історія освоєння мінеральних ресурсів Польщі

## Історія

Шахтний водовідлив XIX ст.

Перші кам'яні знаряддя на території Польщі відомі з епохи мустьє (близько 100 тис. років тому). Їх продовжували виготовляти в подальші епохи пізнього палеоліту (40-10 тис. років тому), а потім і в епоху мезоліту (близько 10—5 тис. років до н.е). У неоліті (VIII — III тисячоліття до н.е), почалися розробки родовищ кременю у Свентокшиських горах, у межиріччі Вісли і Пілиці. Тут відомо 12 великих родовищ якісного кременю, що експлуатували до нашої ери, зокрема: Оронвсько і Томашів, поблизу Радома, Полянє, поблизу міст Кельці, Ожарув і Свецехув-Лясек, поблизу Сандомира та інші. Яскравим пам'ятником підземного видобутку кременю є неолітична копальня кременю в Кшемьонках (воєводство Свєнтокшиське), де зосереджено близько 5 000 давніх виробок. Копальню експлуатували в період від 3900 до 1600 років до н.е Технологія видобутку передбачала спорудження вертикальних стволів глибиною до 9-11 м і проведення з їх донної частини горизонтальних видобувних виробок. Після досягнення максимальної довжини (до 20 м) горизонтальну виробку заповнювали пустою породою, яку отримували при проведенні наступної виробки. Розробку родовища вели камерно-ціликовим способом. Висота вибою становила 55—120 см. Стійкість забезпечували ціликами, а також стовпами з породних блоків. У 1926 р. на ділянці шахтного поля Кшемьонки було створено археологічний заказник, а з 1985 р. відкрито підземні туристичні траси і музей гірництва.
З IX—VIII ст. до н.е у Свентокшиських горах і на північ від Бескидів добували залізну руду. Руди переробляли в примітивних плавильних печах (димарках), численні залишки яких виявлені в районі Нової Слупи (околиці Лисогур). Магніторозвідка, проведена поблизу Свєнтокшиських гір, виявила близько 300 тис. плавильних печей разового використання, що свідчить про наявність тут одного з найпотужніших металургійних центрів часів Римської імперії. Припускають, що в період II — V ст. тут діяла римська гірничо-металургійна факторія. Використовували місцеві руди бурого залізняка, мулистого гематиту, сидериту. В околицях селища Рудки розробляли залізорудні поклади потужністю близько 20 м. Родовище розкривали горизонтальними та похилими штреками, які підтримували за допомогою дерев'яного рамного кріплення.
З ХІ ст. експлуатують родовища залізних руд у Конецько-Стараховицькому районі, а з ХІІ ст. — у Верхній Сілезії. Свинцево-цинкові руди видобували в цей час у Сілезії та Малопольщі. Розробка останніх велася з метою вилучення з них срібла.
Потужні родовища кам'яної солі в районі поселень Величка і Бохня (поблизу Кракова) почали розробляти в XIII ст., хоча, за даними археологів, виварювання солі з місцевих соляних джерел застосовували тут з IV тис. до Різдва Христового. Гірники розробляли гігантські соляні брили об'ємом 20-100 тис. м³, які залягали на глибинах 50-140 м. Технологія видобутку полягала в спорудженні ствола, який повинен був влучити у велику соляну брилу. Її експлуатацію вели зверху вниз від забійного укосу. За допомогою дерев'яних або залізних клинів відділяли соляні блоки правильної форми, які потім ділили на частини, обтесували в циліндри і транспортували на поверхню. В 1368 р. король Казимир III затвердив «Гірничий статут», який урегульовував правові питання організації та управління краківськими копальнями солі, звільняв гірників від феодальної залежності та сприяв активному розвитку галузі. В епоху Відродження одну з найдавніших соляних копалень «Величка» починають регулярно відвідувати монархи, вчені, діячі культури, а грандіозні камери шахти перетворюються у своєрідний гірничий музей, який і сьогодні відвідують щоденно понад 6 000 туристів.
Імовірно з X ст. золото добували при збагаченні арсенових руд родовищ Злоти-Сток (Ниж. Сілезія) і при розробці золотоносних пісків в околицях Злоториї і Лєгніци (перші письмові згадки про розробку руд золота в Злотому Стоку 1273 р.). Розкриття покладів здійснювали вертикальними стволами і штольнями, які споруджували на схилах Злотих гір. Для руйнування порід використовували вогневий метод, який приводив до звільнення отруйного миш'яку й вражаючої смертності гірників. У XV — XVI ст. тут видобували близько 10 % золота всієї Європи. Організація робіт базувалась на індивідуальних концесіях на окремі ділянки покладів. В 1612 р. вперше у світовій гірничій практиці на рудниках Злотого Стоку провели вибухові роботи із застосуванням чорного пороху. З масовим експортом золота з країн Америки видобуток у Злотому Стоці занепадає, а в XIX ст. тут головним чином видобувають арсен.
Видобуток міді бере початок у XV ст. у Свентокшиських горах. У цей же час в Передкарпатті починають видобуток сірки. З 1415 р. у Свошовицях діяв перший в Європі рудник сірки.
Родовища кам'яного вугілля кустарним способом почали розробляти ще з XIV ст. Поширений попит на вугілля в другій половині XVIII ст. привів до бурхливого розвитку будівництва і реконструкції шахт у Верхній та Нижній Сілезії. Найстарша вугільна шахта «Мурцкій» збудована в 1740 р., найпотужніша — у Валбжиху (в 1742 р.), яка згодом отримала назву «Фуш» і мала сплавну штольню (т.з. «Лисича штольня» споруджена в 1794 р.). У другій половині XIX ст. видобуток вугілля подвоювався в середньому кожні 10 років.
З початку XIX ст. ведеться промислова розробка родовищ будівельних матеріалів (зокрема келецького мармуру). Промисловий видобуток нафти в Карпатах розпочато в 1854 р. поблизу Коросна. З 1867 р. ведуть видобуток бариту в Богушеві. У 1871 р. відкриті родовища кам'яної солі в Іновроцлаві, у 1911 р. — у вапно, в 1937 р. — родовище Ізбиця-Клодава. Природний газ добувають у Польщі з 1921 р. У 1920-ті роки почали розробляти поклади бурого вугілля.
Після 2-ї світової війни в Польщі виконані широкомасштабні геолого-пошукові роботи. Були відкриті Люблінський вугільний басейн, родовища бурого вугілля і природного газу, великі поклади мідних руд (район Любіна), сірки, свинцево-цинкових, магнетит-ільменітових руд, кам'яних і калійних солей, поклади бариту і інші копалини.
Наприкінці XX ст. з видобутку кам'яного та бурого вугілля, мідної руди, сірки, кам'яної солі Польща займала одне з провідних місць у світі. Загалом добувалося близько 400 млн т сировини, з цієї кількості 40 % становить кам'яне вугілля, 35 % пісок і гравій, а також буре вугілля і вапняк. Частка гірничої промисловості у ВВП становила 2,3 % (на 1998-99 рр.). У ній було зайнято 271 600 осіб.
На початку XXI ст. в Польщі нараховують понад 70 різних корисних копалин. Серед країн ЄС Польща займає за запасами бурого вугілля 6-е, кам'яного вугілля та срібла — 7-е, міді — 8-е, свинцю та цинку — 10-е місце. Гірнича промисловість відіграє важливе місце в економіці країни. Але в останні роки простежується тенденція до загального зменшення видобутку мінеральної сировини. Виняток складають (2001 до 2000): нафта (+16.3 %), мідна руда (+6 %), срібло (+4 %) і природний газ (+4.2 %). Загалом збут мінеральної сировини у 2001/2000 зменшився на 4.9 %. При цьому, однак, частка гірничодобувної галузі в індустріальному збуті загалом залишилася стабільною — на рівні 5.6 %.
Підготовку гірничих інженерів сьогодні здійснюють у Краківській гірничо-металургійній академії ім. Ст. Сташиця (1919 р.), у Сілезькій політехніці в Гливицях та Вроцлавській політехніці. Геологів готують також в Ягеллонському університеті.

## Окремі пам'ятки гірництва минулих віків у Польщі
- Неолітичний рудник кременю в Кшемьонках,
- Золотодобувна шахта в Злотому Стоці,
- Соляна копальня в Бохні,
- Величка (соляна копальня),
- Вугільні копальні Верхньої Сілезії